# 赤い鳥さし絵賞
赤い鳥さし絵賞（あかいとりさしえしょう）は、日本の児童文学の賞の一つ。小峰書店にある赤い鳥の会が主催する赤い鳥3賞の一つであった。『赤い鳥』の理想思念を広く伝えた、児童文化功労賞の受賞者で小峰書店の創設者である小峰廣惠（小峰広恵）を称えて1987年（昭和62年）に制定された。
文学賞の多くが文学作品の著者に対して贈呈されるが、本賞は対象となった児童文学作品の著者に対してではなく、それを支える挿絵を描いた童画家に対して贈呈された。
1990年（平成2年）に「見えない絵本」が赤い鳥文学賞との初同時受賞を果たす。その後2000年（平成12年）の「ハリネズミのプルプル」シリーズと続き、2000年以降の受賞においても同時受賞する作品が多く見られるようになった。2010年（平成22年）の第24回で終了。

## 歴代受賞作
（）内は受賞作品の著者
※ は赤い鳥文学賞との同時受賞作品
- 第01回 1987年 かみやしん「ぼくのお姉さん」（丘修三）
- 第02回 1988年 南塚直子「うさぎ屋のひみつ」（安房直子）
- 第03回 1989年 小沢良吉「かかみ野の土 壬申の乱」（赤座憲久）
- 第04回 1990年 太田大八「見えない絵本」（長谷川集平）※
- 第05回 1991年 織茂恭子「へんなかくれんぼ 子どもの季節とあそびのうた」（岸田衿子）[3]
- 第06回 1992年 宇野亜喜良「カモメの家」（山下明夫）
- 第07回 1993年 伊勢英子「アカネちゃんのなみだの海」（松谷みよ子）[4]
- 第08回 1994年 味戸ケイコ「花豆の煮えるまで 小夜の物語」（安房直子）
- 第09回 1995年 鈴木まもる「黒ねこサンゴロウ」シリーズ全5巻（竹下文子）[5]
- 第10回 1996年 池田良二「馬を洗って…」（加藤多一）[6]
- 第11回 1997年 飯野和好「小さなスズナ姫」シリーズ全4巻（富安陽子）
- 第12回 1998年 渡辺洋二「アルマジロのしっぽ」（岩瀬成子）
- 第13回 1999年 おぼまこと「世界一すてきなお父さん」（前川康男）
- 第14回 2000年 あべ弘士「ハリネズミのプルプル」シリーズ全3巻（二宮由紀子）※
- 第15回 2001年 宮本忠夫「ぬくい山のきつね」（最上一平）
- 第16回 2002年 石倉欣二「空ゆく舟」（沖井千代子）※
- 第17回 2003年 杉浦範茂「くすのきじいさんのむかしむかし1 かみかくし」（高田桂子）
- 第18回 2004年 金井田英津子「人形の旅立ち」（長谷川摂子）※
- 第19回 2005年 卯月みゆき「祈祷師の娘」（中脇初枝）
- 第20回 2006年 黒井健「またたびトラベル」（茂市久美子）
- 第21回 2007年 村上豊「本朝奇談（にほんふしぎばなし） 天狗童子」（佐藤さとる）※
- 第22回 2008年 スズキコージ「旅ねずみ」（松居スーザン）
- 第23回 2009年 ささめやゆき「彼岸花はきつねのかんざし」（朽木祥）
- 第24回 2010年 田代三善「建具職人の千太郎」（岩崎京子）